# Quartier de la Chaussée-d'Antin

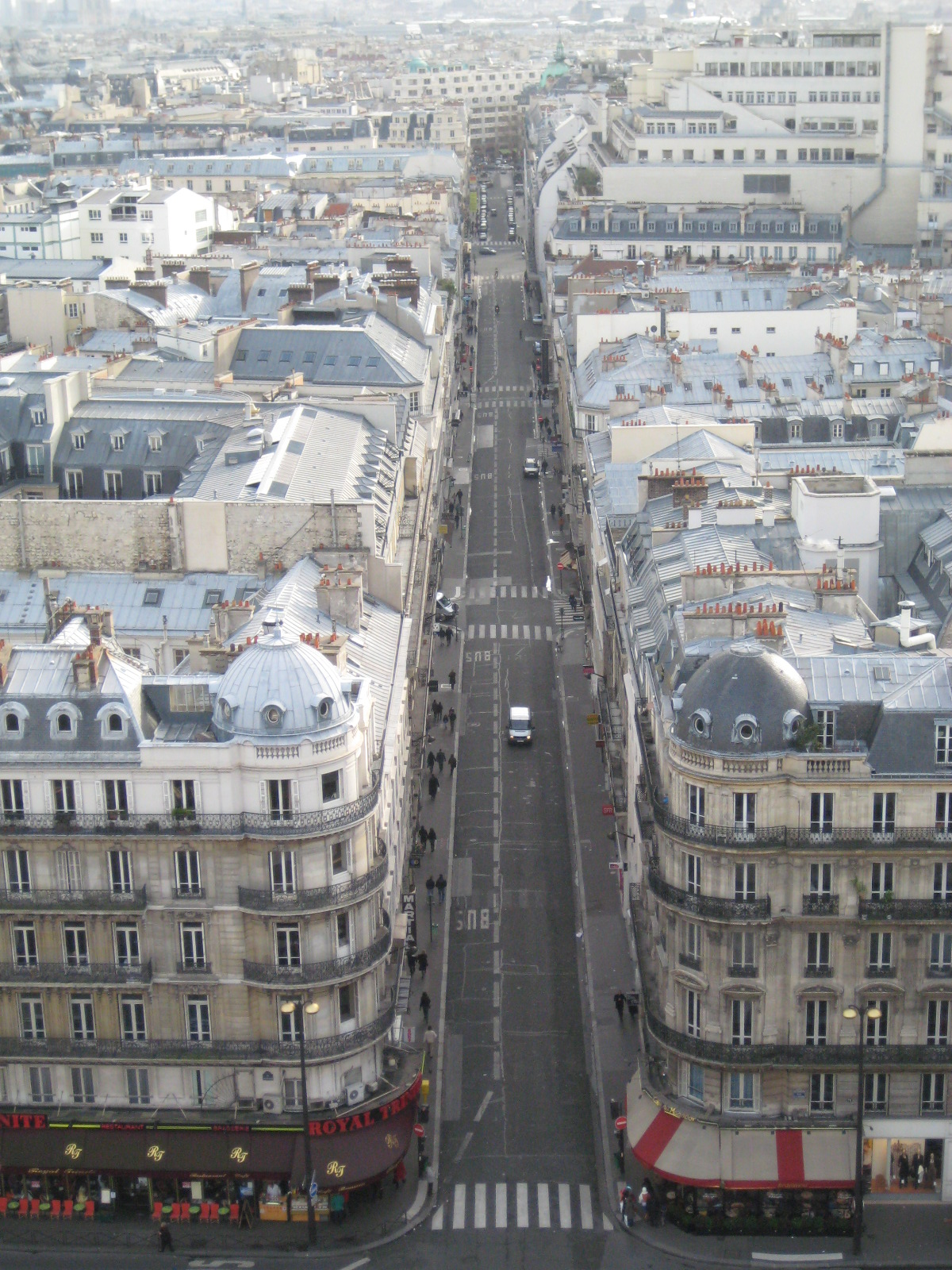
Pohled na Rue de la Chaussée-d'Antin z věže kostela Nejsvětější Trojice

Quartier de la Chaussée-d'Antin (čtvrť Chaussée-d'Antin) je 34. administrativní čtvrť v Paříži, která je součástí 9. městského obvodu. Má rozlohu 54,3 ha a ohraničují ji ulice Rue Saint-Lazare na severu, Rue Fléchier a Rue Laffitte na východě, bulváry Italiens a Capucines na jihu a ulice Rue du Havre, Rue Tronchet a Rue Vignon na západě.
Čtvrť byla pojmenována podle ulice Rue de la Chaussée-d'Antin, která prochází jejím středem. Název ulice lze přeložit jako Antinovo patro. Tento neobvyklý název vznikl tím, že zdejší oblast byla bažinatá a tak bylo cestu nutno zvýšit „o patro“. V ulici měl později palác Louis Antoine de Pardaillan de Gondrin, vévoda d'Antin (1665–1736), syn markýzy de Montespan a dozorce královských staveb, jenž dodal ulici druhou část jména.

## Vývoj počtu obyvatel
| Rok sčítání | Počet obyvatel | Hustota zalidnění (ob./km²) |
| ----------- | -------------- | --------------------------- |
| 1954        | 9 937          | 18 300                      |
| 1962        | 8 724          | 16 066                      |
| 1968        | 7 659          | 14 105                      |
| 1975        | 5 530          | 10 184                      |
| 1982        | 4 856          | 8 943                       |
| 1990        | 4 116          | 7 580                       |
| 1999        | 3 488          | 6 424                       |